# Ik ben een ster, haal me hier uit!
Ik ben een ster, haal me hier uit! is een realityserie waarin tien bekende Nederlanders in de jungle van Suriname verschillende opdrachten moeten vervullen om voor voedsel te zorgen. De hoeveelheid voedsel hangt af van het aantal gewonnen sterren, die tijdens de opdrachten gewonnen kunnen worden. De winnaar wordt bekroond als "koning" of "koningin van de jungle".
Het format is ontleend aan de Britse productie I'm a Celebrity, Get Me Outta Here. De eerste aflevering van het Nederlandse programma werd op zondagavond 20 april 2014 uitgezonden. De presentatie is in handen van Jan Kooijman en Nicolette Kluijver.

## Deelnemers
De volgende BN'ers doen in het eerste seizoen mee aan het programma:
- Mathijs Vrieze - winnaar
- Deborah Gravenstijn - tweede plaats
- Anita Heilker - verloor het laatste duel voor de finale van Deborah Gravenstijn in aflevering 8
- Evgeniy Levchenko - weggestemd in aflevering 8
- Laura Ponticorvo - geëlimineerd in aflevering 7
- Damaru - stopte vrijwillig in aflevering 6
- Bert Kuizenga - stopte vrijwillig in aflevering 5
- Bobbi Eden - stopte vrijwillig in aflevering 4
- Dirk Taat - geëlimineerd in aflevering 3
- Olga Commandeur - geëlimineerd in aflevering 2